# Editae saepe
L’Editae saepe è un'enciclica di papa Pio X, datata 26 maggio 1910 e scritta in occasione del terzo centenario della canonizzazione di san Carlo Borromeo, di cui il papa elogia l'opera apostolica e dottrinale.